# Eucereon flemmingi
Eucereon flemmingi là một loài bướm đêm thuộc phân họ Arctiinae, họ Erebidae.